# Rautjärvi (sjö i Södra Karelen, lat 61,15, long 27,28)
Rautjärvi är en sjö i Finland. Den ligger i kommunen Savitaipale i landskapet Södra Karelen, i den södra delen av landet, 170 km nordost om huvudstaden Helsingfors. Rautjärvi ligger 92,9 meter över havet. I omgivningarna runt Rautjärvi växer i huvudsak barrskog. Den är 23 meter djup. Arean är 4,27 kvadratkilometer och strandlinjen är 25,27 kilometer lång. Sjön  ingår i Vuoksens huvudavrinningsområde. 